# Leopoldina Ross
Bản mẫu:Infobox sport wrestler Leopoldina Ross Davyes (sinh ngày 20 tháng 6 năm 1976 tại Bissau) là một đô vật tự do nghiệp dư Guinea-Bissauan, từng thi đấu ở hạng cân nữ. Ross đã giành được huy chương vàng trong cùng một giải tại Giải vô địch đô vật châu Phi năm 2000, và sau đó đại diện cho Guinea-Bissau tại Thế vận hội mùa hè 2004, nơi bà trở thành người cầm cờ quốc gia trong lễ khai mạc. Trong sự nghiệp thể thao của mình, bà đã được đào tạo cho Câu lạc bộ đấu vật của trường thể thao ở Bissau dưới quyền huấn luyện viên cá nhân của mình, ông Pere Pereira.
Ross đủ điều kiện cho đội tuyển Guiné-Bissau của bà trong hạng cân 48 kg nữ tại Thế vận hội Mùa hè 2004 ở Athens bằng cách nhận một bến đỗ lục địa từ Giải vô địch châu Phi ở Cairo, Ai Cập. Bà đã nhận hai trận thua liên tiếp và không có điểm phân loại nào trong trận đấu sơ bộ với Angélique Berthenet của Pháp và Tsogtbazaryn Enkhjargal của Mông Cổ, hoàn thành tổng số mười ba trong số mười bốn đô vật.